# کیم سومینن
کیم سومینن (فنلاندی: Kim Suominen; ۲۰ اکتبر ۱۹۶۹ – ۱۸ نوامبر ۲۰۲۱) بازیکن فوتبال اهل فنلاند بود.
از باشگاه‌هایی که در آن بازی کرده‌است می‌توان به باشگاه فوتبال اینتر تورکو، باشگاه فوتبال نورشوپینگ، باشگاه فوتبال یارو، باشگاه فوتبال آدمیرا واکر مودلینگ، و باشگاه فوتبال تورون پالوسئورا اشاره کرد.
وی همچنین در تیم ملی فوتبال فنلاند بازی کرده‌است.